# Castell de Sant Marçal
El castell de Sant Marçal és un edifici de Cerdanyola del Vallès (Vallès Occidental), declarat bé cultural d'interès nacional.

## Història
La primera notícia documental és del 1042, quan es comenta l'existència d'una església dedicada al sant que depenia de la parròquia de Sant Martí de Cerdanyola. Es creu que el monestir de Sant Cugat era propietari de la senyoria de Sant Marçal i la va vendre al comte de Barcelona, que les va traspassar a la família Montcada el 1135.
El 1225, Raimon de Plegamans va comprar-li el castell a Guillem de Montcada, que va desobeir el seu pare, que l'havia promès l'Arquebisbat de Tarragona. Aquest fet va generar un conflicte d'interessos per la possessió del castell i les seves terres que es va allargar fins al 1542, data en què la família Marimon va passar a ser la legítima propietària, després d'un llarg litigi amb l'arquebisbat.
El 1690 Feliu de Marimon i de Tord va rebre el títol de Marquès de Cerdanyola com a reconeixement dels favors i serveis que havia prestat aquesta família a la Corona, ja que fins llavors la família Plegamans-Marimon eren patricis enriquits amb el comerç, no nobles.
El 1895, la família Arróspide, hereus dels Marimon, va encarregar a l'arquitecte Gaietà Buïgas que el reformés com a segona residència. Aquest ho va fer respectant l'estructura original, però recobrint-lo amb una decoració fantasiosa neomedieval.

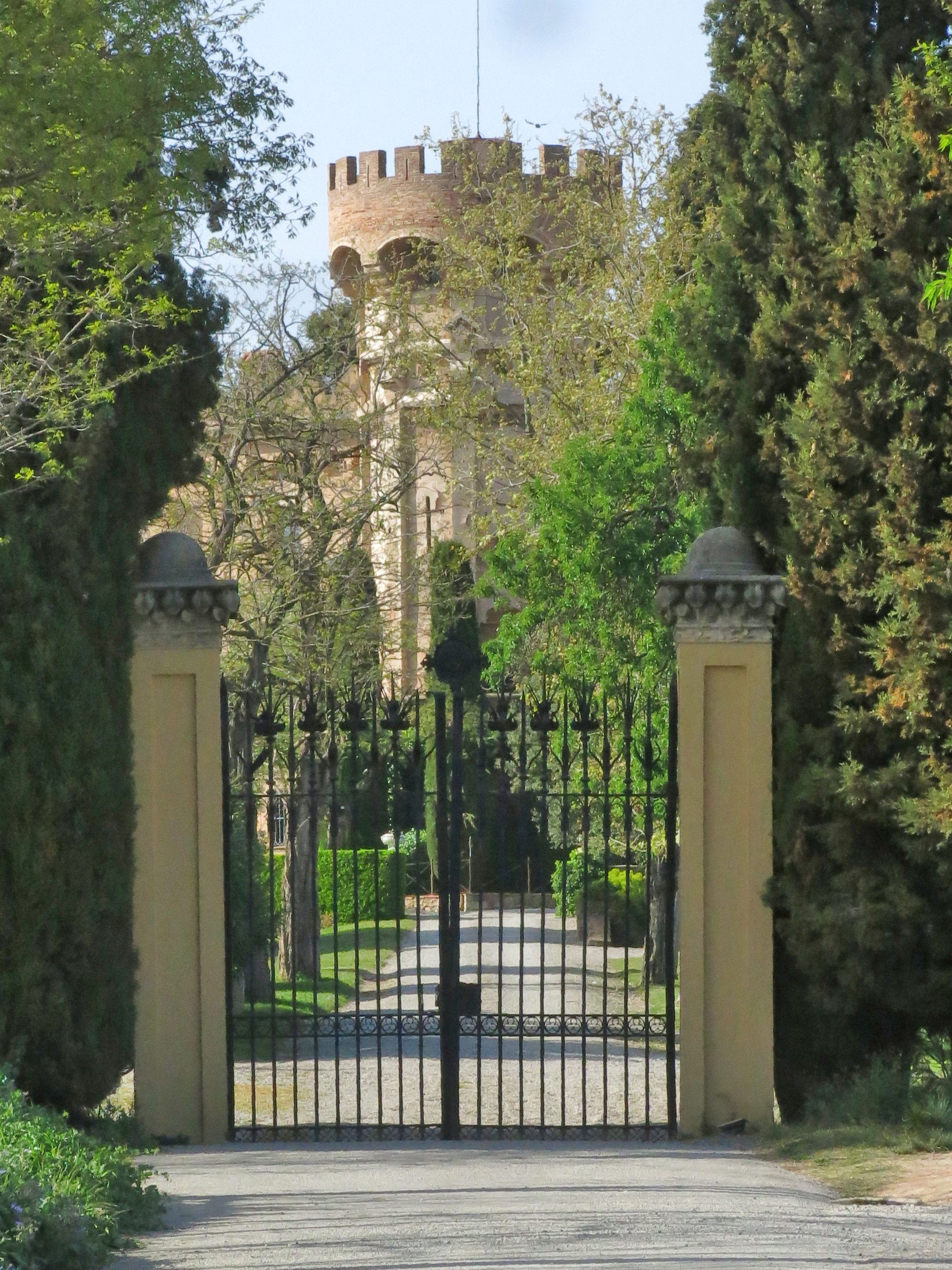
Portal d'entrada a la finca

## Descripció
Situat a la banda de ponent del nucli, el seu aspecte actual reflecteix la profunda transformació experimentada a les darreries del segle passat, quan es va modificar totalment l'aspecte de la residència, convertint-la en una construcció d'aspecte típicament neomedieval. És un edifici de planta quadrangular, de planta baixa i dos pisos. El conjunt mostra tots els elements del vocabulari arquitectònic emprat a les fortaleses i palaus durant l'edat mitjana: merlets, matacans, espitlleres, obertures, coronelles, etc. L'interior conserva el pati amb escala d'accés a la planta noble, característica de l'època gòtica.